# 赛·斯特鲁洛维奇
西德尼·「赛」·斯特鲁洛维奇（英語：Sidney "Cy" Strulovitch，1925年6月20日—2020年6月11日），生于魁北克省科特聖路克，是一名加拿大男子籃球運動員，曾代表加拿大參加1948年夏季奧林匹克運動會的男子籃球比賽。